# Řády, vyznamenání a medaile Turecka

Řád republiky

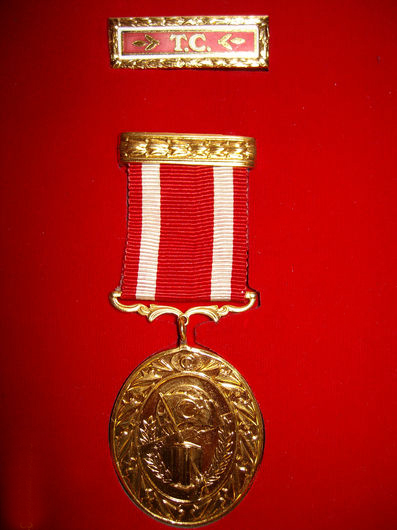
Státní čestná medaile

Státní vyznamenání Turecka jsou civilní a vojenská ocenění udílená Tureckou republikou. Tato vyznamenání jsou udílena se souhlasem Rady ministrů a se souhlasem prezidenta Turecké republiky. Turecký zákon upravuje druhy státní medailí a řádů, osoby, kterým mohou být uděleny, postupy při jejich udílení, způsob předání insignií dědicům, postupy při ztrátě řádových insignií a další pravidla. Medaile a řády podrobně popisuje Zákon č. 2933.

## Civilní vyznamenání
Civilní vyznamenání byla založena 24. října 1983 Zákonem o medailích a řádech (Zákon č. 2933). Jsou udílena občanům Turecka, cizím státním příslušníkům i institucím za vynikající službu, za přínos ke vzniku tureckého státu prostřednictvím významných činů, sebeobětování, vlastního úspěchu nebo za osobní zásluhy v Turecku i v zahraničí.

### Řády
- Řád Turecké republiky (Devlet Nişanı) je udílen zahraničním hlavám států za rozvoj přátelských vztahů s Tureckem.[1][2]
- Řád republiky (Cumhuriyet Nişanı) je udílen cizím státním příslušníkům, především ministrům zahraničních věcí, za rozvoj přátelských vztahů s Tureckem.[3]
- Řád za zásluhy (Liyakat Nişanı) je udílen zahraničním vědcům, akademikům, umělcům a intelektuálům jako uznání za jejich přínos k mezinárodní propagaci a oslavě Turecka ve vědecké a umělecké oblasti.[3]

### Medaile

Medaile cti tureckých ozbrojených sil

- Státní medaile za vynikající službu (Devlet Üstün Hizmet Madalyası) je udílena za přínos ke vzniku tureckého státu prostřednictvím velkorysých činů, sebeobětování, osobních úspěchů nebo zásluh doma či v zahraničí.
- Státní čestná medaile (Devlet Şeref Madalyası) je udílena za mimořádné služby a oddanost a za vysoké úspěchy a prokazování velkých zásluh v Turecku či zahraničí.
- Státní medaile hrdosti (Devlet Övünç Madalyası) je udílena za mimořádný úspěch, obětavost a snahu v jakémkoliv oboru ve prospěch státu.
- Státní válečná medaile (Devlet Savaş Madalyası) je udílena příslušníkům ozbrojených sil, kteří prokázali mimořádný hrdinský čin a odvahu, která vedla ke změně průběhu války nebo ovlivnila její výsledek.
- Státní medaile za vyšší oběť (Devlet Üstün Fedakârlık Madalyası) byla založena Zákonem č. 7447 ze dne 3. března 2023. Udílena je občanům Turecka, kteří prokázali vynikající sebeobětování, obětavost, úspěch a užitečnost v boji proti katastrofám, jako jsou zemětřesení, požáry, záplavy a nebezpečné epidemie.

## Vojenská vyznamenání

### Řády
- Řád cti tureckých ozbrojených sil (TSK Şeref Nişanı) byl založen Zákonem č. 4541 dne 27. července 1967. Udílen je za odvedení velké služby vedoucí k úspěchu a rozvoji tureckých ozbrojených sil.
- Řád hrdosti tureckých ozbrojených sil (TSK Övünç Nişanı) byl založen Zákonem č. 4541 dne 27. července 1967. Udílen je těm, kteří zemřeli ve službě v řadách tureckých ozbrojených sil.
- Řád tureckých ozbrojených sil za zásluhy (TSK Liyakat Nişanı) byl založen Zákonem č. 4541 dne 27. července 1967. Udílen je za zásluhy o plnění důležitých úkolů pro turecké ozbrojené síly. Udílen je i těm, kteří rozvíjí přátelské vztahy mezi tureckými ozbrojenými silami.

### Medaile
- Medaile cti tureckých ozbrojených sil (TSK Şeref Madalyası) byla založena Zákonem č. 4541 dne 27. července 1967. Udílena je za válečné úspěchy, které nedosáhly takové hodnoty, aby mohly být oceněny Státní válečnou medailí, ačkoliv chování příjemce usnadnilo vítězství ve válce. Udílí se také velitelům za úspěšnou službu po dobu jednoho roku v dobách míru.
- Medaile tureckých ozbrojených sil za hrdost ve službě (TSK Hizmet Övünç Madalyası) byla založena zákonem č. 4541 dne 27. července 1967. Udílena je zraněným příslušníkům ozbrojených sil, kteří vykonávají svou službu s velkým nasazením a kteří jsou důvodem k hrdosti pro turecké ozbrojené síly.
- Medaile tureckých ozbrojených sil za význačnou odvahu a sebeobětování (TSK Üstün Cesaret ve Feragat Madalyası) byla založena zákonem č. 4541 dne 27. července 1967. Udílena je za plnění svěřené povinnosti s velkou odvahou a odříkáním za život ohrožujících okolností.
- Medaile tureckých ozbrojených sil za vynikající službu (TSK Üstün Hizmet Madalyası) byla založena zákonem č. 4541 dne 27. července 1967. Udílena je za objev potřebných technologií, jako jsou nástroje a vybavení pro ozbrojené sil, za vynikající práci v ozbrojených silách doma i v zahraničí, která zvyšuje prestiž ozbrojených složek. Udílena je také generálporučíkům a viceadmirálům po povýšení do hodnosti generála nebo admirála. Dále je udílena za rozvoj a posilování tureckých ozbrojených sil.
- Medaile tureckých ozbrojených sil za úspěch (TSK Başarı Madalyası) byla založena zákonem č. 4541 dne 27. července 1967. Udílena je za výjimečné úspěchy při plnění důležitých misí během války. V době míru se udílí za úspěchy ve službě překračující to, co se od nich běžně očekává.
- Medaile tureckých ozbrojených sil za zásluhy (TSK Liyakat Madalyası) byla založena zákonem č. 4541 dne 27. července 1967. Udílena je za prokázání velké dovednosti při plnění jim svěřených úkolů nebo za úspěchy v plnění různých úkolů, které vedou k rozvoji přátelských vztahů mezi tureckými ozbrojenými silami a ozbrojenými silami spřátelených národů.

## Bývalá vyznamenání
- Medaile nezávislosti (İstiklal Madalyası) byla založena 29. listopadu 1920. Jednalo se o pamětní medaili na zisk nezávislosti Turecka.